# Mușătești
Mușătești è un comune della Romania di 4 022 abitanti, ubicato nel distretto di Argeș, nella regione storica della Muntenia.
Il comune è formato dall'unione di 5 villaggi: Mușătești, Prosia, Robaia, Rotărești, Valea lui Maș.